# Vlag van Biest-Houtakker

Dorpsvlag van Biest-Houtakker

De vlag van Biest-Houtakker werd op 3 juni 2010 vastgesteld door de gemeenteraad van Hilvarenbeek als de dorpsvlag van het Nederlandse dorp Biest-Houtakker. Initiatiefnemer was de stichting 'Wel Gement' aldaar. De vlag kwamen tot stand na advisering door de Noord-Brabantse Commissie voor Wapen- en Vlaggenkunde. De vlag kan als volgt worden beschreven:
Een groene vlag met een witte schuine baan van linksboven naar rechtsonder en met in het bovenste groene segment een gele bijenkorf en in het onderste segment één gele aar uit de korenschoof.
De vlag toont hetzelfde beeld als het dorpswapen. De kleur groen staat voor het agrarische karakter van het gebied. De witte schuine baan verbeeldt het Spruitenstroompje. De gele korenaar staat voor de rijke landbouwgronden in het gebied onder Biest. De gele korf symboliseert de bijenhouderij (imkerij) in het gebied rond Houtakker en staat ook voor de rijkdom aan bloemen en bloesems op de lage drassige gronden aldaar.

## Verwante afbeeldingen

Wapen van Biest-Houtakker
Vlag van Vlist

Acht
· Alphen
· Bavel
· Berghem
· Berlicum
· Biest-Houtakker
· Borkel en Schaft
· Chaam
· Cromvoirt
· Cuijk
· Den Dungen
· Dinteloord
· Effen
· Esch
· Galder
· Geeren-Noord
· Gemonde
· Haagse Beemden
· Haaren
· Halsteren
· Helvoirt
· Herpen
· Heusden
· Langenboom
· Leur
· Megen, Haren en Macharen
· Moergestel
· Nieuw-Vossemeer
· Nuland
· Olland
· Orthen
· Princenhage
· Ravenstein
· Rosmalen
· Sint-Michielsgestel
· Sprang
· Steenbergen
· Strijbeek
· Teteringen
· Ulvenhout
· Udenhout
· Velp
· Vierlingsbeek
· Waspik
· Wintelre